# I Luminari - Il destino nelle stelle
I Luminari - Il destino nelle stelle (The Luminaries) è una miniserie televisiva anglo-neozelandese basata sull'omonimo romanzo di Eleanor Catton e diretta da Claire McCarthy. È incentrata su una giovane avventuriera chiamata Anna Wetherell, che viaggia dal Regno Unito per iniziare una nuova vita nella costa occidentale dell'Isola del Sud durante la corsa all'oro nel decennio degli anni '60 del 1800.

## Trama
Nel 1865, nel pieno della corsa all'oro, la giovane avventuriera inglese Anna Wetherell si mette in viaggio da Londra verso la Nuova Zelanda nella speranza di lasciarsi il passato alle spalle e iniziare una nuova vita. Durante il viaggio conosce Emery Staines, dal quale rimane subito attratta. I due decidono di rivedersi una volta giunti a destinazione, ma una volta sbarcata Anna incontra l'affascinante chiromante Lydia Wells, che si rende conto della sua vulnerabilità e che finisce per approfittarne senza farsi troppi scrupoli. Nel giro di poco tempo, Miss Wetherell si ritrova coinvolta in una fitta rete di inganni e ricatti, e alla fine verrà anche accusata (ingiustamente) di omicidio. Emery è l'unico che può provare la sua innocenza.

## Puntate
| nº | Titolo originale                      | Titolo italiano                                 | Pubblicazione NZ | Prima TV Italia |
| -- | ------------------------------------- | ----------------------------------------------- | ---------------- | --------------- |
| 1  | Fingerprint                           | Impronta digitale                               | 17 maggio 2020   | 7 luglio 2021   |
| 2  | The Place You Return                  | Il luogo in cui torni                           | 17 maggio 2020   | 7 luglio 2021   |
| 3  | Leverage                              | Leva                                            | 17 maggio 2020   | 14 luglio 2021  |
| 4  | The Other Half                        | L'altra metà                                    | 17 maggio 2020   | 14 luglio 2021  |
| 5  | Paradox                               | Paradosso                                       | 17 maggio 2020   | 21 luglio 2021  |
| 6  | The Old Moon in the Young Moon's Arms | La luna vecchia tra le braccia della luna nuova | 17 maggio 2020   | 21 luglio 2021  |

## Personaggi e interpreti

### Principali

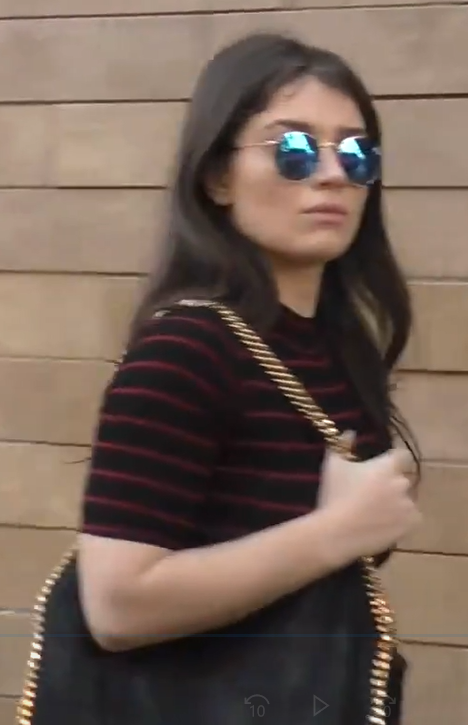
Anna Wetherell, interpretata da Eve Hewson, doppiata da Letizia Scifoni.
Giovane avventuriera analfabeta, arrivata da Londra in Nuova Zelanda, alla ricerca di un nuovo futuro.
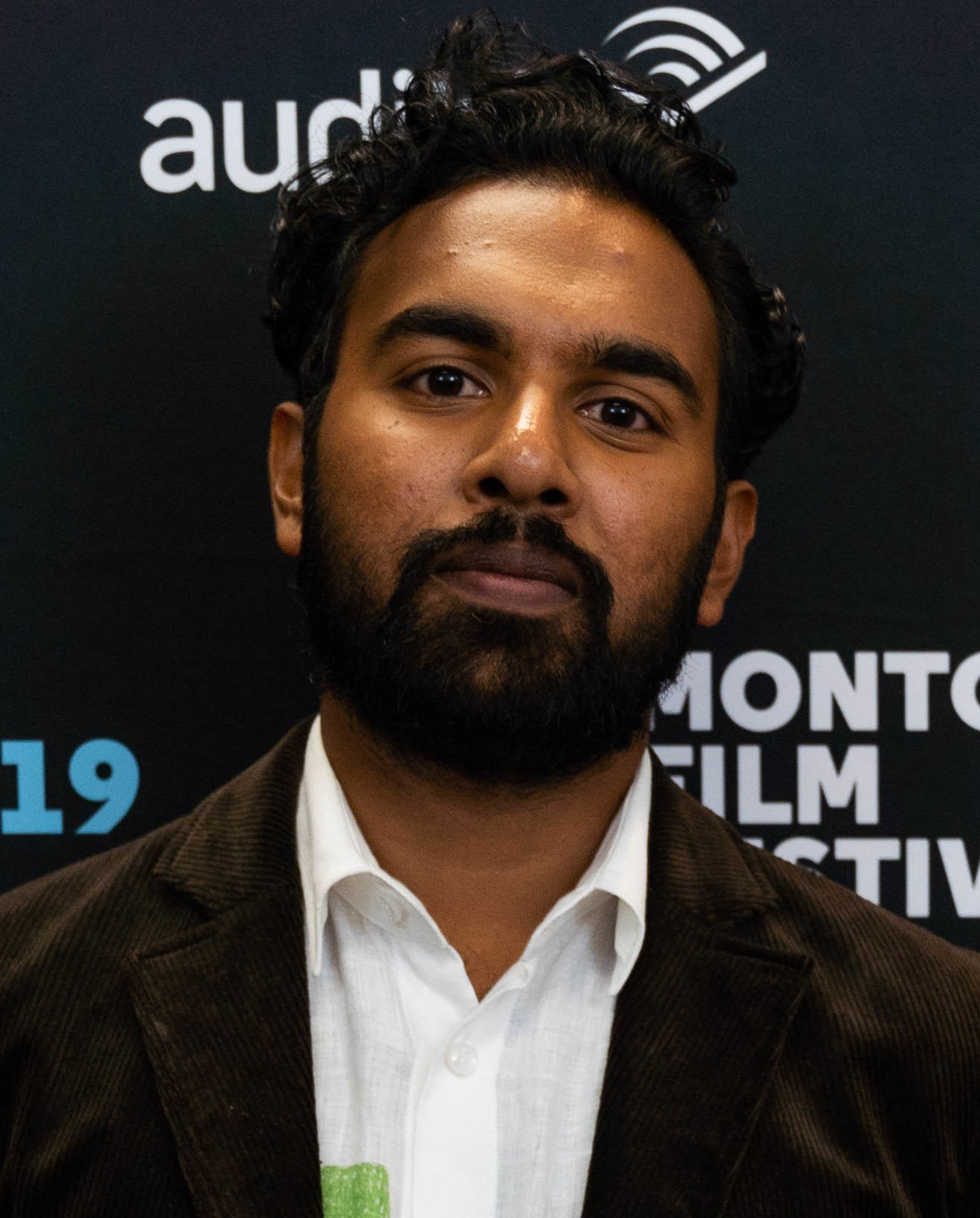
Emery Staines, interpretato da Himesh Patel, doppiato da Gianfranco Miranda.
Giovane avventuriero che viaggia per la Nuova Zelanda per partecipare alla corsa all'oro.
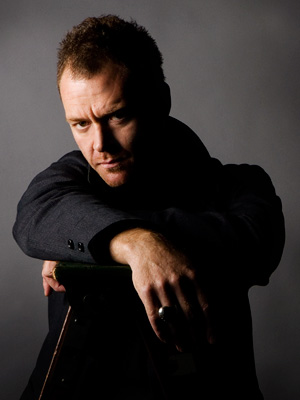
Francis Carver, interpretato da Marton Csokas, doppiato da Christian Iansante.
Ex detenuto e amante di Lydia, propone un accordo a Emery per la prospezione del territorio.
- Crosbie Wells, interpretato da Ewen Leslie, doppiato da Daniele Raffaeli.
Marito alcolista di Lydia che ritorna dopo aver fatto fortuna nelle miniere d'oro di Hokitika.
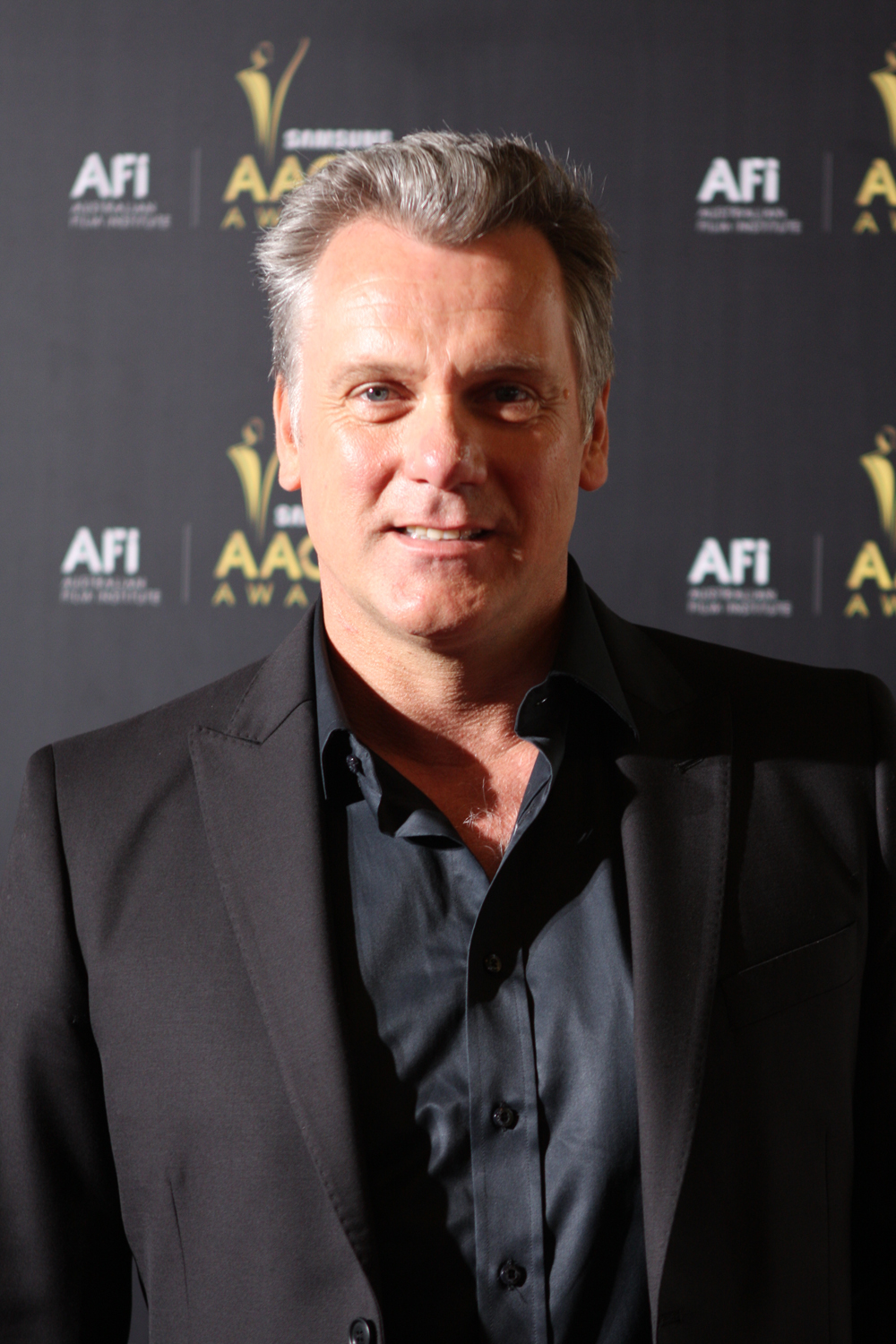
Richard Dick Mannering, interpretato da Erik Thomson, doppiato da Massimo De Ambrosis.
Immobiliarista e padrone della casa in cui vivono Lydia e Crosbie.
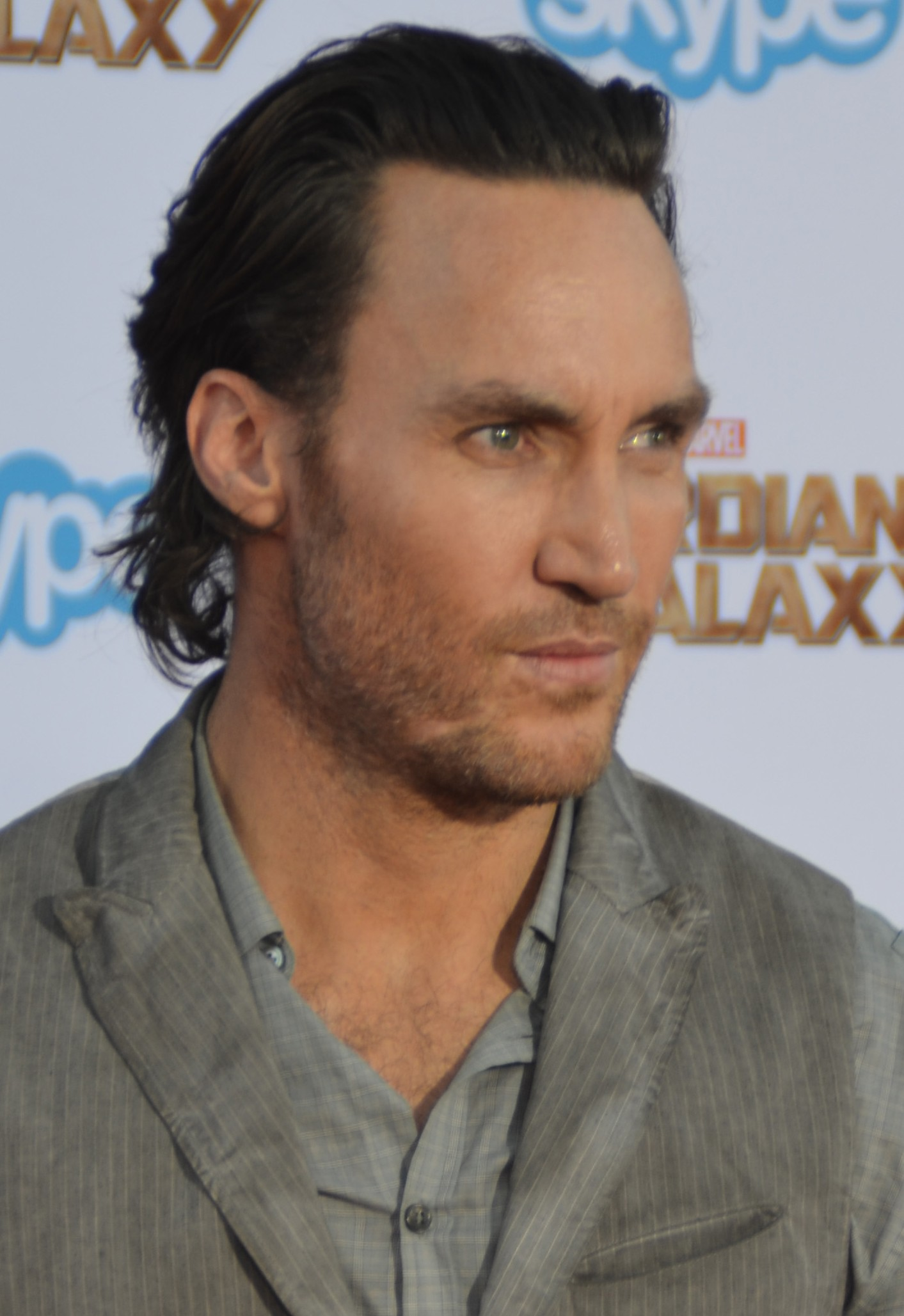
George Shepard, interpretato da Callan Mulvey, doppiato da Francesco Prando.
Governatore che accusa Anna dell'omicidio di Crosbie.
- Alistair Lauderback, interpretato da Benedict Hardie, doppiato da Emiliano Coltorti.
Politico e membro del parlamento ed ex amante di Lydia. È il proprietario di un brigantino chiamato Godspeed.
- Te Rau Tauwhare, interpretato da Richard Te Are, doppiato da Paolo Vivio.
Giovane cercatore di pounamu Maori che fa amicizia con Emery.
- Sook Yongsheng, interpretato da Yoson An.
Figlio di esportatori di Guangzhou. Brama la morte di Francis.
- Lydia Greenway Wells, interpretata da Eva Green, doppiata da Domitilla D'Amico.
Chiromante, gestisce un salotto chiamato "La casa dei mille desideri". Incontra Anna e si approfitta della sua ingenuità e la invita a casa sua.

- Ewe Hewson
- Himesh Patel
- Marton Csokas
- Erik Thompson
- Callan Mulvey

### Ricorrenti
- Aubert Gascoigne, interpretato da Paolo Rotondo, doppiato da Alberto Bognanni.
Cancelliere del tribunale.
- Cowell Devlin, interpretato da Matt Whelan, doppiato da Riccardo Niseem Onorato.
Reverendo che aiuta Anna nella ricerca dell'assassino di Crosbie.
- Thomas Balfour, interpretato da Mark Mitchison, doppiato da Paolo Marchese.
Spedizioniere
- Walter Moody, interpretato da Michael Sheasby, doppiato da Simone Crisari.
Avvocato scozzese che rappresenta Anna in tribunale.

## Produzione
Nel 2019 è stato riportato che BBC Two stava producendo un adattamento del romanzo di Eleanor Catton sotto forma di miniserie. La miniserie è stata prodotta da Working Title Television e Southern Light Films per BBC Two in associazione con TVNZ, Fremantle e Silver Reel e finanziata dalla New Zealand Film Commission. Catton ha lavorato come showrunner con McCarthy come regista.
Secondo Condé Nast Traveler, la miniserie è stata girata in svariati luoghi della Nuova Zelanda, inclusa la costa sudorientale dellIsola del Sud, Hokitika sulla West Coast e vicino a Auckland. Lo stile Wild West della strada principale di Dunedin è stato allestito in un parcheggio di uno studio cinematografico. Altri luoghi includono la penisola Tāwharanui, Te Henga e una fattoria dove il villaggio di Hokitika e Chinatown sono stati ricreati. Siccome il fiume Arahura ha subito episodi di straripamento, la produzione si è spostata sul Crooked River. La scena dell'arrivo di Anna e Emery su di una barca in Nuova Zelanda è stata girata a Whangaroa; un piccolo set è stato costruito su di una chiatta. Catton ha insistito che la miniserie venisse prodotta sulla West Coast, in quanto la flora e la fauna sono uniche.

## Distribuzione
La miniserie ha debuttato su TVNZ 1 e sul servizio di streaming TVNZ On Demand il 17 maggio 2020. Nel Regno Unito è stata trasmessa su BBC One dal 21 giugno al 19 luglio 2020.  Negli Stati Uniti è andata in onda su Starz dal 14 febbraio 2021. In Italia è stata trasmessa su Sky Serie dal 7 al 21 luglio 2021.
È distribuita da Fremantle Media.